# Pohyonsa

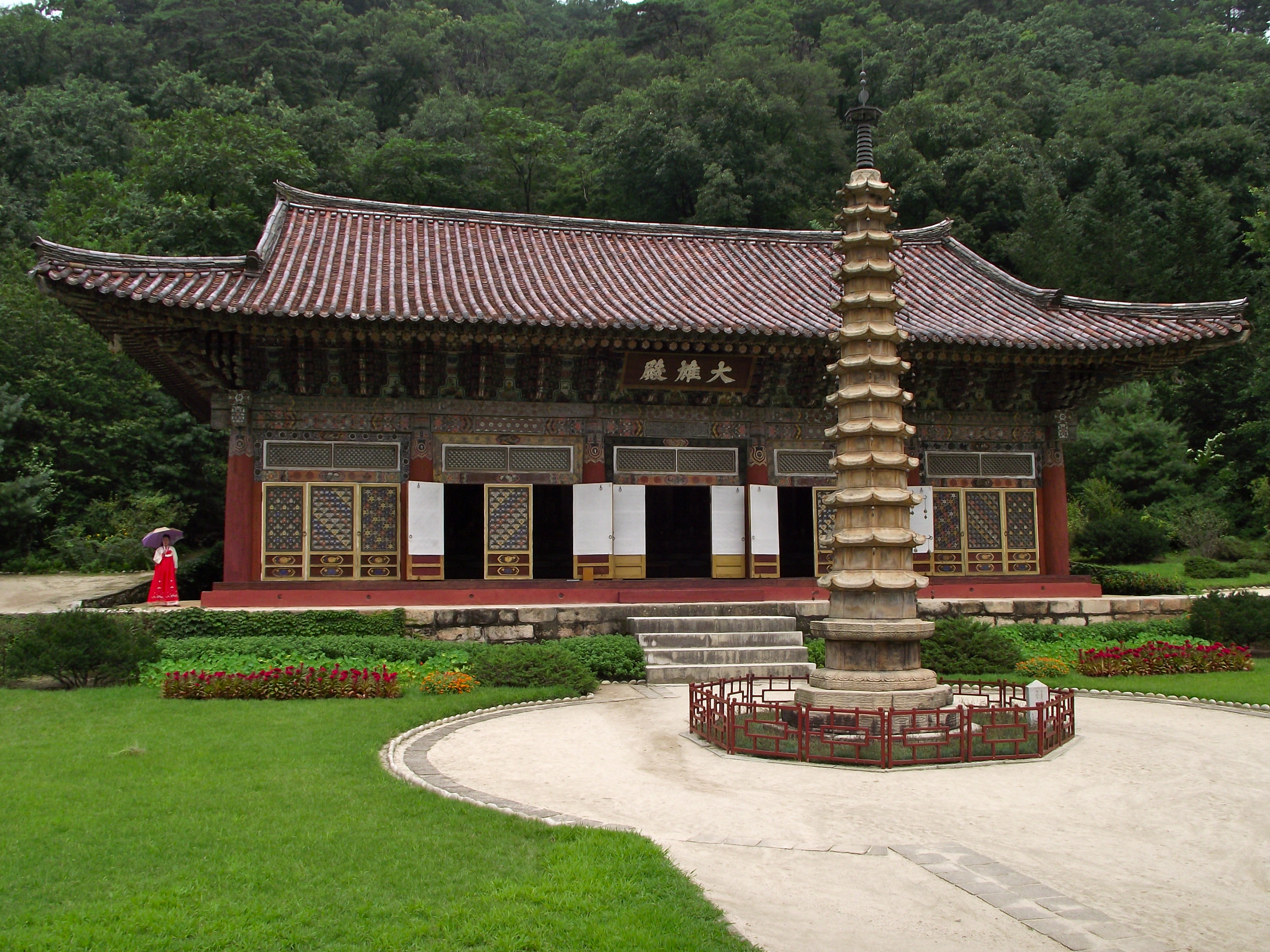
Đền chùa Pohyon, núi Myohyang

Pohyonsa hay Phổ Hiền tự là một chùa Phật giáo Triều Tiên nằm tại Hyangsan, tỉnh Pyongan Bắc, Cộng hòa Dân chủ Nhân dân Triều Tiên. Nó nằm trong dãy núi Myohyang. Được thành lập vào thế kỷ 11 dưới triều đại Cao Ly, ngôi chùa phát triển mạnh mẽ trở thành một trong những trung tâm Phật giáo lớn nhất ở phía bắc Triều Tiên, một địa điểm hành hương nổi tiếng. Giống như hầu hết các ngôi đền khác ở Bắc Triều Tiên, nó chịu thiệt hại nặng nề do Mỹ ném bom trong Chiến tranh Triều Tiên. Ngôi chùa được xếp hạng là Quốc bảo Triều Tiên số 40 và một số cấu trúc nổi bật khác của nó cũng đã được xếp hạng là Quốc bảo.

## Lịch sử
Nó được thành lập vào năm 1024 và đặt theo tên của Phổ Hiền Bồ tát (được biết đến trong tiếng Triều Tiên là Pohyon Posal). Trong chiến tranh Nhật-Triều, lãnh chúa Toyotomi Hideyoshi ra lệnh tiến hành một số cuộc xâm lược lên Triều Tiên, ngôi chùa đã trở thành thành trì cho nhóm của các nhà sư chiến binh do thánh Thanh Hư Đường Tập lãnh đạo. Mặc dù đã 73 tuổi nhưng ông đã lãnh đạo các nhóm chống lại quân đội Nhật Bản, thậm chí còn hỗ trợ tái chiếm Bình Nhưỡng từ tay quân Nhật. Ngôi chùa là nơi ông qua đời vào năm 1604. Trong cuộc chiến tranh, ngôi chùa là nơi bảo vệ bản sao Jeonju của Triều Tiên vương triều thực lục được cất giữ bảo mật gần đó.
Năm 1951, khi bắt đầu Chiến tranh Triều Tiên, khu phức hợp chùa đã bị đánh bom bởi lực lượng không quân Hoa Kỳ, những người đã phá hủy hơn một nửa trong số 24 tòa nhà trước chiến tranh của nó, bao gồm cả sảnh chính. Một số đã được tái tạo lại.

## Thành phần
Ngôi chùa có khuôn viên rộng rãi, hầu hết các tòa nhà quan trọng nằm dọc theo trục chính dẫn vào chính điện. Phần trung tâm của chùa là một bãi cỏ lớn, bao quanh bởi nhiều điện thờ, chùa nhỏ khác.
Ngôi chùa có ba cổng nghi lễ, đầu tiên bên ngoài là Tào Khê môn được xây dựng năm 1644, cổng giữa là Giải Thoát môn là một con đường dài rợp bóng cây với những tấm bia kỷ niệm kể chi tiết lịch sử của ngôi đền. Công bên trong là Thiên Vương môn có các bức tượng của các vị thần Phật giáo. Đi thẳng qua cổng Thiên Vương là Vạn Tuế lâu trước đây là một thiền đường. Bị phá hủy bởi cuộc ném bom của Mỹ vào năm 1951, nó đã được xây dựng lại vào năm 1979 nhưng mà đã sử dụng bê tông cốt thép thay vì cấu trúc gỗ như trước. Phía trước của Vạn Tuế lâu là chùa tháp Đa Bảo xây dựng vào năm 1044 là Quốc bảo Triều Tiên số 7.
Sảnh chính của ngôi chùa là Đại Hùng điện cũng đã bị phá hủy trong chiến tranh Triều Tiên được tái thiết vào năm 1976, là bản sao trung thực của bản gốc năm 1765. Khoảng sân giữa nó và Vạn Tuế lâu là chùa tháp Thích Ca có niên đại thế kỷ 14 là Quốc bảo Triều Tiên số 144. Bên phải Đại Hùng điện và đi qua một khu vườn nhỏ là Quan Âm điện được đặt theo tên của Quán Thế Âm (trong tiếng Hoa là Quan Âm) được xây dựng vào năm 1449 và là công trình lâu đời nhất trong khuôn viên chùa còn sót lại. Nó được xếp hạng Quốc bảo Triều Tiên số 57. Về phía đông của nó là Linh Sơn điện.
Góc đông bắc của chùa là miếu Thù Trung có tường bao quanh. Được xây dựng vào năm 1794, khu miếu thờ nhỏ này tôn vinh các nhà sư đã lãnh đạo các nhóm chiến binh đẩy lùi các cuộc xâm lược của Nhật Bản vào năm 1592-1598. Tổ hợp miếu thờ này đã được xếp hạng là Quốc bảo Triều Tiên số 143.
Phía nam của chùa là Tàng Kinh lâu, kho lưu trữ. Đây là một cấu trúc hiện đại, vì thư viện ban đầu bị thiêu rụi trong các cuộc ném bom của Mỹ năm 1951. Đây là nơi lưu giữ bản sao của mộc bản Bát vạn đại tạng kinh, một di sản tư liệu thế giới được UNESCO công nhận. Tuy nhiên, bản gốc của nó được lưu giữ ở chùa Haeinsa, Hàn Quốc.